# Geschichte des bernischen Täufertums
Ab 1525 traten im bernischen Staatsgebiet die ersten Täufer auf. Trotz vielen Verfolgungen konnte sich die Glaubensgemeinschaft der Mennoniten hier bis heute halten.

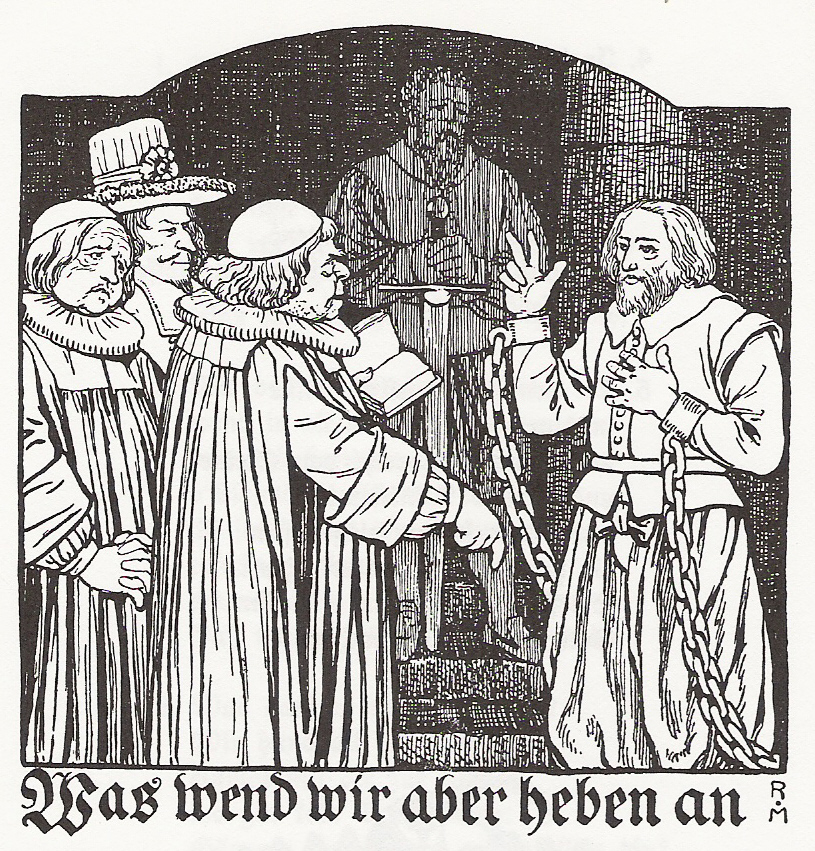
Hans Haslibacher vor den bernischen Behörden, Illustration zum Haslibacher-Lied von Rudolf Münger

## Todesopfer
Wegen der Verfolgungen, die sofort nach dem Durchbruch der Reformation 1528 begannen, wichen die Täufer in die ländlichen Gebiete des Emmentals und des Berner Oberlandes aus. Im bernischen Territorium wurden zwischen 1534 und 1540 mindestens 158 Täufer gefangen gesetzt. Davon wurden 109 ausgewiesen und 26 hingerichtet.
Bis zur letzten offiziellen Hinrichtung eines bernischen Täufers, derjenigen von Hans Haslibacher 1571, wurde an etwa 40 bernischen Taufgesinnten die Todesstrafe vollzogen. Zu zahlreichen weiteren Todesopfern kam es im Laufe der Jahrhunderte in den Gefängnissen, auf der Flucht oder auf Galeeren.

## Verbannung und Unterdrückung
Nach dem Ende des Dreissigjährigen Krieges 1648 wanderten viele schweizerische Taufgesinnte in entvölkerte Gebiete im Elsass und in der Pfalz aus. Dennoch kam es nach 1650 im Zuge des Schweizer Bauernkrieges wieder zu einer Zunahme von Täufern und ihren Sympathisanten im Bernbiet und zu einer entsprechend harten Unterdrückung durch die Obrigkeit mittels Verboten, Bussen, Güterbeschlagnahmungen und Verbannungen.

## Täuferkammer
Da dies alles eher kontraproduktiv war, gründete man 1659 eine spezielle Kommission zur Bekämpfung der Täufer, die Committierten zum Täufer-Geschäft (später Täufer-Kammer), und erliess verschiedene Täufermandate (1659, 1670, 1671 und 1693). 1669 warb die Regierung heimlich Spitzel und Täuferjäger an und versprach ihnen für jeden verhafteten Täufer ein Kopfgeld. Nach dem Mandat von 1671 flohen 700 bernische Täufer in die Pfalz.

## Anfänge des Pietismus
Eine neue Lage ergab sich durch die Entstehung des Pietismus. 1693 publizierte ein dem Pietismus nahestehender Pfarrer aus Lützelflüh, Georg Thormann, die gemässigt antitäuferische Schrift Probierstein des Täufertums, worin er sich an reformierte Sympathisanten des Täufertums wandte. In den Jahren danach kam es unter den Täufern zum Schisma zwischen den Anhängern von Jakob Ammann und denjenigen Hans Reists, wodurch die Gemeinden der Amischen entstanden. Nach dem grossen Berner Pietistenprozess 1699 wurden mehrere radikal-pietistische Berner Theologen wie etwa Samuel König des Landes verwiesen.

## Zuflucht im Fürstbistum Basel
Nachdem Ludwig XIV. 1712 die Täufer aus dem Elsass ausgewiesen hatte, fanden die Auswanderer vor allem Zuflucht im Gebiet des Fürstbistums Basel, dem heutigen Kanton Jura, später auch jenseits des Atlantischen Ozeans in Pennsylvania, Ohio, Indiana, Ontario. Nach einem weiteren Täufermandat von 1718 sowie Neugründungen von Schulen und Kirchgemeinden zur Bekämpfung des Täufertums wurde die Täufer-Kammer 1743 aufgehoben. Basel gilt auch als der Ursprung des Berner Täufertums.

## Helvetik und Restauration
Nach dem Zusammenbruch des Alten Bern 1798 führte die Verfassung der Helvetik die Glaubens- und Gewissensfreiheit ein. Im Zuge der Restauration kam es aber wieder zu Repressionen, z. B. zu Zwangstaufen in Langnau im Emmental. 1815 wurden durch den Wiener Kongress die ehemals fürstbischöflichen Territorien im Jura mit dem Kanton Bern vereinigt, was zu einer erneuten Auswanderungswelle in die USA führte. 1820 wurden die Täufer unter gewissen Einschränkungen schliesslich staatlich anerkannt. Durch die Verkündigungstätigkeit von Samuel Heinrich Fröhlich entstanden ab 1832 die Gemeinden der sogenannten «Neutäufer», und 1835 kam es zur definitiven Spaltung zwischen den Alt- und Neutäufern.

## Bern im neuen Bundesstaat
Mit der schweizerischen Bundesverfassung von 1848 erlangten die Täufer die volle Gleichberechtigung, jedoch wurde ihnen nun auch die Militärdienstpflicht auferlegt. Praktisch durchgesetzt wurde diese erst nach der Verfassungsrevision von 1874; erneut wanderten viele Täufer aus.
In dieser Zeit gerieten die Täufer zunehmend unter den Einfluss der Erweckungsbewegung, das heisst, v. a. der Gemeinschaftsbewegung und der Heiligungsbewegung. Damals wurden im Kanton Bern die ersten täuferischen Versammlungshäuser gebaut, u. a. 1883 in Cernil, 1888 in Langnau, 1900 in Jeangui, 1892 im Moron.

## Gründung des Kantons Jura
Im Streit um die Gründung des Kantons Jura, bei dem die Täufer aus sprachlichen Gründen tendenziell eher auf der berntreuen Seite standen, kam es 1963 zu Brandstiftungen auf Täuferhöfen. Seit dem Zweiten Weltkrieg waren immer mehr Täufer in die Städte gezogen, was zu einer soziologischen und theologischen Öffnung führte. Im Jahr 1950 wurde in Basel und Liestal die Europäische Mennonitische Bibelschule aufgebaut, die seit 1998 unter dem Namen Ausbildungs- und Tagungszentrum Bienenberg bekannt ist. Das Ausbildungszentrum verfügt auch über ein eigenes Theologisches Seminar.

## Berner Mennoniten heute

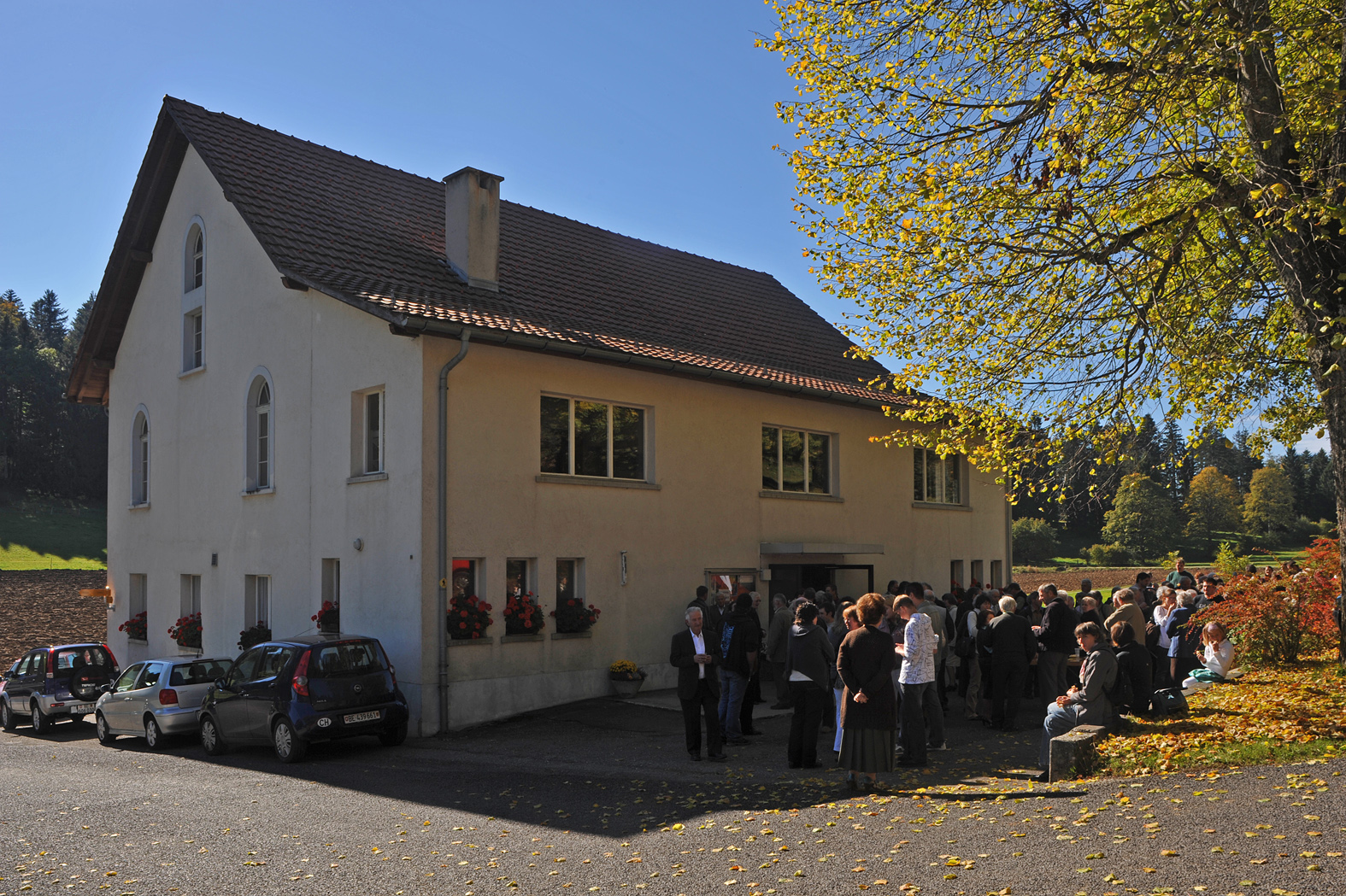
Le Jean Guy, Mennoniten-Bibliothek

Heute gibt es in den Kantonen Bern und Jura 11 Mennonitengemeinden mit insgesamt etwa 2000 Mitgliedern, nämlich die Gemeinden Bern, Langnau, Biel-Brügg, Sonnenberg; Moron-Kleintal, Bassecourt / Vallée de Delémont, Vallon de Saint-Imier, Tavannes, La Chaux-d’Abel, Les Bulles / La Chaux-de-Fonds und Courgenay. Von weltweit ca. 1,4 Millionen Mennoniten haben ca. 150'000 bernische Wurzeln.

## Täuferjahr 2007
Im Jahr 2007 fand im Emmental ein Gedenkjahr zur Geschichte der bernischen Täufer statt. Ziele dieses Gedenkjahres waren u. a., an die Verfolgungen der Täufer zu erinnern sowie den nachbarschaftlichen Dialog zwischen den reformierten Kirchengemeinden der Schweiz und den täuferischen Gemeinden zu fördern. Einer der Höhepunkte des Täuferjahres war das Bekenntnis von Vertretern der bernischen Regierung und der Reformierten Kirche, durch die grausame Verfolgung der Täufer in der Vergangenheit Schuld auf sich geladen zu haben.
An die regionale Geschichte der Täufer erinnert der Täuferweg.